# Ajaja
Ajaja (starogrško Αἰαία, latinizirano: Aiaíā) je bil mitski otok in dom boginje-sirene Kirke. Ajaja je bila ena od Odisejevih postaj, opisanih v Homerjevi Odiseji: 
Kirka bi me rada zadržala v svojih dvoranah, zvijačna gospa iz Ajaje, ki je hrepenela, da bi bil njen mož.
—  Homer, Odiseja, IX. 32
V Odiseji Odisej pripoveduje kralju Alkinoju, da je na poti domov na Itako na Ajaji ostal eno leto. Kirka mu je pred odhodom dala navodila, kako naj prečka Ocean in kako mu je severni veter pomagal doseči podzemni svet: 
Ko bo vaša ladja prečkala tok Oceana, boste prispeli do rodovitne obale Perzefonine države z nasadi visokih topolov in vrb, ki prezgodaj odvržejo svoje sadeže. Tukaj privežite svojo ladjo na obalo Oceana in pojdite naravnost do temnega vhoda Hada.
— Homer, Odiseja X. 505

## Opis
Homer opisuje Ajajo kot otok z visokim strmim hribom, pokrit z mešanico pašnikov in gostega gozda hrasta in bukve. Kirkina hiša je stala v gostem gozdu na mestu, ki se je videlo že od daleč.

## Lokacija
Nekoliko nedosledna geografija Homerjeve Odiseje se pogosto šteje za bolj mitsko kot dobesedno, medtem ko je geografija aleksandrijskega učenjaka in pesnika Apolonija Rodoškega bolj specifična. Apolonij v svojem epu Argonavtika umešča otok nekam južno od Elbe. Z otoka je bila vidna zahodna obala Italije.( 4.654–661) V isti pesnitvi Etej omenja veliko razdaljo med Kolhido (v sodobni Gruziji) in Ajajo: 
(Ajajo) sem opazil na vožnji s kočijo mojega očeta Helija, ko je peljal mojo sestro Kirko v zahodno deželo in smo prišli do obale tirenskega kopnega, kjer prebiva še danes. (Ajaja) je zelo daleč od kolhidske dežele.
— Argonavtika 3.309–313
Kasnejši klasični rimski pisci so Ajajo poistovetili z goro Circeo na rtu Circeo (Circaeum) na zahodni obali Italije približno 100 kilometrov južno od Rima, ki je bila takrat morda videti kot otok zaradi močvirja in morja, ki sta jo obdajala. Dionizij iz Halikarnasa je zapisal, da je bila gora Cicero že v njegovem času polotok, v Homerjevih časih pa je bila morda videti kot otok. Arheologi so eno od jam na rtu prepoznali kot Kirkino jamo (Grotta della Maga Circe). Drugo jamo so našli na bližnjem otoku Ponza. Domneva se, da je imela Kirka svoj poletni dom na gori Kirka in svoj zimski dom na Ponzi, ki je bil verjetno otok, ki ga je Homer imenoval Ajaja. 
Sodobni grški učenjak Ioannis Kakridis vztraja, da je vsak poskus realistične identifikacije Ajaje zaman, in trdi, da je Homer Ajajo nejasno umestil nekam v vzhodni del svojega sveta, morda v bližino Kolhide, ker je bila Kirka sestra kralja Kolhide Ejeta, njuna teta, boginja Eos, pa je imela tam svojo palačo.

## Druge mogoče lokacije
Robert Graves v Grških mitih postavlja Ajajo na otok Lošinj v Kvarnerju. Fernando Jaume je "Kirkin otok" umestil v bližin Eolskih otokov in Sicilije, Tim Severin pa na otok Paksos blizu grške obale Jonskega morja.

## Vir
- Smith, William, ur. (1870). "Aeaea". Dictionary of Greek and Roman Biography and Mythology, ki je v javni domeni.